# Shozo Uehara
 (juillet 2025).
Si vous disposez d'ouvrages ou d'articles de référence ou si vous connaissez des sites web de qualité traitant du thème abordé ici, merci de compléter l'article en donnant les références utiles à sa vérifiabilité et en les liant à la section « Notes et références ».
Pour les articles homonymes, voir Uehara.
Shōzō Uehara (上原正三, Uehara Shōzō), né le 6 février 1937 dans la préfecture d'Okinawa et mort le 2 janvier 2020, est un écrivain, scénariste réaliste et parolier japonais spécialisé dans les programmes d'aventure et de science-fiction pour la Jeunesse.
Ses œuvres les plus connues en France mais réécrites pour adaptation sont Uchū Keiji Gyaban (Space Sheriff Gavan / X-Or), Uchū kaizoku Captain Harlock (Albator 78) et UFO Robo Grendizer (Grendizer / Grendiser / Grandizer / Goldorak). Pour cette série d’animation culte en France (et comme pour Harlock) il est scénariste principal, auteur de 22 épisodes et fut avant cela le scénariste du film précurseur Uchū Enban Daisensō. 
Ces œuvres sont inspirées de ses travaux antérieurs sur les Séries Ultra et Séries Baron et par là-même de sa vie de natif de l'ancien Royaume de Ryūkyū.
Les paroles de la chanson de l'épisode 18 de UFO Robo Grendizer, Tatakae Grendizer, sont de lui.
En Europe, c'est en Italie qu'il s'est distingué par les nombreuses séries animées qui y sont parvenues dans les années 1970 et 1980. Mais c'est au Japon qu'il a acquis sa notoriété, bien plus par son travail sur d'innombrables séries en prise de vues réelles et à effets spéciaux, dites Tokusatsu, que par son travail sur les animes.

## Biographie
Il est fils d'officier de police et troisième de cinq frères et sœurs. En raison de l'intensification de la guerre du Pacifique, la famille est temporairement évacuée à Taïwan en septembre 1944. Au moment où elle regagne Naha un mois plus tard, la ville est détruite par un raid aérien et le bateau et ses passagers parvienent difficilement à Kagoshima. La famille emménage dans la préfecture de Kumamoto et y mène une vie de personnes évacuées. Après la fin de la guerre en 1946, elle rentre chez elle à Okinawa et le jeune Shōzō suit son cursus scolaire à Ishikawa (maintenant Uruma), puis à Tamagusuku (aujourd'hui Nanjō).
Au lycée de Naha, il se passionne pour des films sortis en salles et le western  Shane devient pour lui une véritable rencontre avec le cinéma.
Pendant ses études à la Faculté des lettres de l'Université Chuo, il écrit des scénarios amateurs. À cette époque, il en rédige un sur le thème de la bataille d'Okinawa et des bases militaires américaines pour transmettre sa propre expérience de la guerre. Après avoir obtenu son diplôme universitaire à 25 ans, la tuberculose le contraint à rentrer dans sa famille pour des soins. Là, sa mère lui présente Tetsuo Kinjō, originaire comme lui de Naha et cinéphile comme lui.
Kinjō qui a intégré Tsuburaya Productions un peu plus tôt l'invite à Tokyo où il rencontre Eiji Tsuburaya. Il y apprend que pour y être scénariste, il doit d'abord remporter une distinction. Il écrit alors un projet de scénario sur le thème de la bataille d'Okinawa, 収骨 (Collecte de cendres), qui reçoit en 1964 un prix public avec mention au Festival des Arts. De retour à Tokyo pour assister à la cérémonie de remise des prix, il rejoint Tsuburaya Productions pour assister Kinjō.
En 1965, après avoir fait ses débuts en tant qu'écrivain dans le drama Shimiru Surunu du programme local d'Okinawa kyōdo gekijō, il commence comme scénariste pour la série nationale Ultra Q (épisode 21 Uchū Shirei M774). 
Vers la moitié de Ultra Seven, parce que Kinjō alors scénariste principal se concentre sur Mighty Jack, de nombreux scénarios sont attribués aux jeunes Uehara et Ichikawa (son associé). Uehara continue à développer ses talents et compétences dans Kaiki Daisakusen.
En 1969, Kinjō quitte Tsuburaya Productions et rentre à Okinawa en même temps que Uehara part de son côté, devenant écrivain indépendant.
Il revient en 1971 comme scénariste principal pour Kaettekita Ultraman (Le retour d'Ultraman). Il poursuit avec Ultraman A (Ultraman Ace), mais quitte l'aventure à nouveau au début de l'œuvre suivante Ultraman Tarō. 
Il travaille alors principalement pour le studio Tōei Dōga sur des œuvres à succès. Il devient responsable des programmes pour enfants et écrit pour des séries du genre Tokusatsu et pour des animes. Il écrit de nombreux autres scénarios pour Tōei comme Jikū Senshi Spielban (Spielvan) et le Chōriki Sentai Ohranger de 1995 sera son dernier travail pour le studio. 
Il écrit sporadiquement, par la suite, pour d'autres séries Ultra telles que Ultraman Tiga et Ultraman Max.
Dans le domaine des effets spéciaux, il a souvent travaillé avec Susumu Yoshikawa (producteur de Tōei) qui depuis Le Retour d'Ultraman lui conseillait d'écrire pour le programme Tōshiba nichiyō gekijō, ce qui lui aurait permis un revenu plus confortable, mais Uehara n'a jamais souhaité abandonner les programmes pour la Jeunesse et a donc persévéré dans ce domaine. 

### Témoignage d'expérience de guerre
Ce témoignage provient d'une interview de 2016. Elle précise des détails pouvant légitimement faire dire qu'une telle expérience traumatisante a pu influencer largement les scénarios de l'écrivain et que de tels scénarios peuvent alors avoir valeur de véritable « outil d'aide à la résilience » transmis à la Jeunesse par le biais des séries auxquelles s'est consacré l'auteur et qui font pour certaines toujours parler d'elles au Japon comme en Europe. La « catastrophe pouvant être vue comme une chance » est évoquée ici comme dans ses œuvres, de même que l'influence majeure d'un certain cinéma américain auquel il rendit aussi hommage comme d'autres avant lui, sans toutefois trahir la pensée Japonaise et la sienne propre :
« Lors de la chute de Saipan en juillet 1944, les Japonais ont encouragé l'évacuation des habitants car ils n'auraient pu se battre, mais les Uchinanchu (peuple d'Okinawa) ne quittent pas facilement leur terre ancestrale. Il faut protéger les agents des institutions publiques et leur famille et alors, vers septembre 1944, laissant mon père, ma mère est partie pour Taiwan avec ses six enfants. Un mois plus tard, je suis monté sur un bateau qui devait regagner Naha le 10 octobre. C'est alors qu'un typhon soudain nous a déportés vers Iriomote en même temps que Naha fut détruite par un raid aérien massif. Notre navire a perdu sa route et a dérivé en mer pendant environ deux semaines. Au moment de nous mettre au lit, on attachait les poignets des enfants avec une corde. Ma mère disait seulement « Ne me quitte pas », mais j'avais sept ans et j'étais prêt à mourir. Tout autour de nous, les visages des adultes étaient désespérés. L'armée américaine avait pris le contrôle de l'espace aérien et le sous-marin aurait été meilleur, mais nous sommes miraculeusement arrivés à Kagoshima et avons été évacués jusqu'à la fin de la guerre au temple Enmanji à Kumamoto (Kyûshû). Pendant les deux semaines de dérive, je ne léchais que du ketchup parce qu'il n'y avait pas de nourriture. J'ai maintenant 79 ans (en 2016) et je ne peux toujours pas manger de ketchup. Je suis revenu à Okinawa sous occupation militaire américaine en 1946. Après la guerre, mon père était le chef d'Ishikawa après avoir été chef de la police d'Itoman, connu les combats au sol et frôlé la mort en fuyant vers le sud, à Mabuni (Ndt : où se trouve aujourd'hui le Parc Mémorial pour la Paix et son musée préfectoral). Après avoir passé plusieurs mois dans la ville d'Ishikawa (aujourd'hui Uruma), je suis devenu élève de 3e année à l'école élémentaire de ce qui est aujourd'hui la ville de Nanjō. Bien que fils d'un policier, j'étais un vilain garnement qui me faufilais après l'école dans la base militaire américaine pour refaire la guerre. Je regardais des films du matin au soir au Lycée de Naha. J'ai été impressionné par Shane. »[réf. nécessaire]

## Principales œuvres deTokusatsu

### LesSéries Ultra
Séries dont le succès fut tel qu'elles font toujours l'objet de projets.
L'univers des séries Ultraman, Ultra Seven et Le Retour d'Ultraman, diffusées entre 1966 et 1972, reflètent la relation entre Okinawa, le Japon et les États-Unis. Elles reflètent aussi fortement l'identité de Uehara en tant que natif (ayant été discriminé comme tel) d'Okinawa, tout comme pour son partenaire Kinjō. Dans Le Retour d'Ultraman, l'épisode 33 Le dompteur de monstre et l'enfant (怪獣使いと少年, Kaijū Tsukai to Shōnen), le thème de la discrimination et du triste sort des minorités exposées à une psychologie des foules désastreuse est développé crûment et sans détour : l' alien pacifiste est tué sous le coup de la peur des villageois faisant masse. Il a choqué de nombreux téléspectateurs par l'intensité dramatique et la gêne individuelle et collective mais aussi la prise de conscience qu’il a générées,. Uehara et le réalisateur Tōjō Shōhei ont démissionné dans la foulée comme cela avait été convenu avant la diffusion de cet épisode : tel était le prix à payer pour sa diffusion. Uehara a plus tard été repris sur Silver Kamen.
Un scénario inédit de Ultra Seven est tiré du point de vue de l'être humain opprimé d'Okinawa et était inspiré de l'invasion du Royaume de Ryūkyū par le domaine de Satsuma.

### Lesséries Baron
Il s'agit des séries Super Robot Red Baron (1973 - 1974), Super Robot Mach Baron (1974 - 1975) et Chiisana Superman Ganbaron (1977).
Le principal sponsor ayant fait faillite, les conditions de production ont été modifiées entre la première et les deux autres. Les deux premières séries mettent en scène un robot géant armé, piloté de l'intérieur (pour la 3e il s'agit de transformation). Pour la première a été soulignée l'influence de l'anime Mazinger Z de l'année précédente (1972), mais le projet avait débuté au début du printemps 1972, donc avant la diffusion de Mazinger Z.

### Les sériesSuper Sentai
Comme les séries Ultra et les séries Kamen Rider, il s'agit d'une saga longue durée diffusée depuis 1975 puisque les productions Himitsu Sentai Ranger-5 (Secret Sentai Goranger) (1975-77) et Jacker Dengekitai (1977), deux œuvres de Shōtarō Ishinomori, y ont été incluses. Le concept de base est celui d’une équipe de plusieurs personnages qui se transforment en héros vêtus de casques et combinaisons à code couleur, luttant contre des monstres.
Le nombre de scénarios écrits par Uehara pour Super Sentai est de 174.

### Les sériesMetal Hero
Elles comprennent la trilogie des Uchū Keiji Series qui a débuté avec Gyaban (Gavan / X-Or), s'est poursuivie avec Shariban (Sharivan) et s'est achevée avec Uchū Keiji Scheider (1984 - 1985) (Space Sheriff Scheider / Capitaine Sheider), maintenant considérée comme le troisième volet des Metal Hero Series.
Outre que Uehara a contribué à toutes ces séries, il a écrit l'entière histoire de Scheider.

### Autres (voir page Japonaise pour liste exhaustive)
- Kaiki Daisakusen (1968 - 1969)
- Robot Keiji (1973)
- Ganbare Robokon! (1974 - 1977)
- Uchū Tetsujin Kyōdain (1976 - 1977)
- Spiderman (1978 - 1979)
- Kamen Rider Black (1987 - 1988). Lorsqu'elle est lancée, cette série est la première à ne pas faire référence aux célèbres séries Kamen Rider précédentes (depuis 1971).
- Film Kamen Rider Black (1988) diffusé dans le cadre du Tōei Manga Matsuri.
- Film Kamen Rider J (1994). Dernière œuvre de la série des Shôwa Kamen Rider (séries de l'ère Shōwa) et dernière œuvre impliquant le créateur des séries, Shōtarō Ishinomori.

## Principales œuvres d'Animation
- Uchū Enban Daisensō (1975) (La Guerre des soucoupes de l'espace), film de moyen métrage précurseur de UFO Robo Grendizer (1975 - 1977) (Grendizer / Grendiser / Grandizer / Goldorak). Pour le film et la série, Uehara a notamment créé le personnage de Duke Fried / Daisuke Umon (Actarus en France et Italie). Il précise dans une interview consignée dans le Roman Album de 1978[10] :

« Grendizer est un travail auquel j'ai participé depuis le premier épisode. J'ai donc eu l'opportunité de créer un nouveau héros et en ce sens, c'est un travail inoubliable. J'ai dépeint un garçon [Kōji] qui était le jeune homme japonais typique d'un anime précédent, Mazinger Z, et dans Grendizer, j'ai essayé de dépeindre son contraire, un jeune homme seul, isolé sur la Terre. C'était une façon unique et singulière de présenter les choses à l'époque. Mais je dirais, en intégrant ma réflexion personnelle, que c'est pareil qu'avec Musashi et Kojirô et alors Daisuke du Yin s'est senti attiré par Kôji du Yang. Quand je prépare un anime, je considère tout par rapport à la réalité, alors il ne m'est pas toujours possible de décrire tout ce que j'imagine à partir d'images, cela reste en gestation. »
La série animée qui développe le film reprend les thèmes chers à l'écrivain : la guerre d'invasion et le traumatisme (donc la résilience), la complexité des relations humaines mais aussi des références à sa propre jeunesse sur sa planète natale que fut l'ancien Royaume de Ryūkyū dont il s'est toujours revendiqué originaire. Le thème de l’Étranger est donc récurrent dans ses œuvres et dans Grendizer, le protagoniste principal fut le prince d'un pacifique royaume extraterrestre évolué, dévasté par des forces militaires belliqueuses dont l'apparence utilise des codes tant orientaux qu'occidentaux. 
- Uchū kaizoku Captain Harlock (1978 - 1979) (Albator 78). Avec le réalisateur Rintarō, Uehara alors scénariste principal, s'est occupé d'étoffer largement l'histoire originale de Leiji Matsumoto pour la version animée. C'est ainsi que fut créée entre autres la fille de Tochirō qui est devenue la raison pour laquelle le héros protège la Terre.
- Hokuto no Ken (1984 - 1987) (Ken le survivant).

## Ouvrages
Fin décembre 1978 a été publié chez Tokuma Shoten un Roman Album consignant entre autres des interviews de comédiens de doublage et d'auteurs, dont Uehara, de la série animée UFO Robo Grendizer.
Fin 1999 est paru le livre Kinjō Tetsuo Ultraman Jima Uta (Tetsuo Kinjō, Chanson de l'île d'Ultraman) édité par Chikuma Shobo, dans lequel l'auteur Uehara retrace la biographie de son ancien collègue et ami, éclairant ainsi l'œuvre Ultraman.
Fin juillet 2009 a été publié par Gendai Shokan un répertoire de 50 parmi plus de 1 000 scénarios de Shōzō Uehara, Uehara Shōzō Scenarios Senshū,. 
Le sociologue des media Marco Pellitteri évoque l’importance du travail de Shōzō Uehara dans plusieurs de ses publications et notamment dans son ouvrage Mazinga Nostalgia (Tunué 2018). Uehara est cité dans le livre à ces pages : tome 1, pages 400-401 ; tome 2, pages 1089-1090, 1153-1555, 1159. L'auteur explique en résumé que Uehara fut l'auteur principal de la narration et l'« âme » poético-philosophique de UFO Robo Grendizer. Il précise aux pages 1153-1154 (tome 2) : 
p. 1153 « Toutefois, l'homme clé de Atlas UFO Robot (UFO Robo Grendizer), à mettre au même niveau que Tsuji, Araki et Nagai, fut à mon avis Shōzō Uehara. Né le 6 février 1937, Uehara est l'un des vétérans, encore en vie, des scénarios pour les produits télévisés destinés aux familles et enfants  (l'ouvrage d'où est tirée cette citation fut imprimé en 2018) avec très peu d'autres éléments sur une génération glorieuse de talents tous nés durant la Seconde Guerre mondiale ou dans les années qui l'ont frôlée, soit peu avant soit peu après. […] Au Japon, dans la perception des passionnés et des gens de l'industrie de l'Animation, Uehara est, en effet, célèbre surtout en tant que scénariste pour les téléfilms et films d'aventure [en prise de vues réelles] […] toutefois, c'est toujours à Uehara qu'on doit l'introduction de nombre d'archétypes d'aventure devenus caractéristiques des anime de science-fiction pour les jeunes gens des années 1970, comme on peut le remarquer dans les scénarios écrits par lui dans [des dizaines de séries animées] […]. Archétypes et modèles narratifs (par exemple la typologie des personnages et les contrastes et équilibres parmi les personnages) devenus typiques et universellement connus, au Japon, aussi et surtout dans le contexte [d'ici, commence p. 1154] des séries en prise de vues réelles. Si Nagai a pu orienter l’intrigue centrale de UFO Robo Grendizer, en partant du concept esthétique et thématique formant la base du film Uchū enban daisensō et de son héros […], c'est à Uehara que l'on doit la profondeur narratologique et la tridimensionnalité des contenus de la série animée – tout autres que la bande dessinée dérivée nagaïenne, très différente en termes d'atmosphères et registre – et c'est aux scénaristes qu'il faut attribuer la qualité à peu près constante – à l'exception de quelques petites défaillances – et la cohérence narrative de l'entière histoire de la série d'épisode en épisode, avec des chapitres qui atteignent des sommets en matière de tragédie et d'épopée et qui traitent de thèmes d'une maturité certaine, ce qui est d’autant plus remarquable qu'il s'agissait d'une série pour enfants. »
L'approche de l’auteur est corroborée par les correspondances lisibles entre ses propos, diverses interviews de Uehara, son histoire personnelle, ses déclarations dans le « Roman Album » de Tokuma Shoten de 1978 consacré à Grendizer, les récurrences thématiques et poétiques de ses scénarios de Tokusatsu et d'Anime (et ses ouvrages pour les enfants et biographique sur son passé à Okinawa) et l'origine narrative et productive du film Uchū enban daisensō. 
Shōzō Uehara a écrit un roman autobiographique paru en 2017 chez Gendai Shokan, Tokyo : Kijimuna Kids (キジムナー kids, Les enfants des Kijimuna).

## Distinctions et Hommages
- Son scénario 収骨 (collecte de cendres) reçoit en 1964 un prix public avec mention au Festival des Arts.
- En 2018 il a remporté pour son roman Kijimuna Kids (Les enfants des Kijimuna) le 33e prix littéraire Jōji Tsubota.
- En France, fin février 2020, à l'occasion de la dernière année Anniversaire des 40 ans de Goldorak, une conférence particulière lui a été dédiée en hommage à son travail, sous le titre Goldorak, Ambassadeur de la Paix : hommage à Shôzô Uehara. Animée par un collectif de passionnés et chercheurs (Francorak), elle s'est tenue lors du Japan Tours Festival.